# Protomartyr
Protomartyr — американская рок-группа, основанная в 2008 году в Детройте, штат Мичиган. Настоящий состав группы состоит из вокалиста Джо Кейси, гитариста Грэга Эйхи, ударника Алекса Леонарда и бас-гитариста Скотта Дэвидсона.

## История группы
До создания группы Protomartyr, Грэг Эйхи и Алекс Леонард играли в группе Butt Babies. Вскоре к ним присоединился вокалист Джо Кейси. Кевин Бойер, басист из группы Tyvek, пополнил состав Protomartyr, но был вынужден покинуть группу из-за рабочего графика его другой группы. Когда в состав группы вошел Скотт Дэвидсон, Butt Babies были переименованы в Protomartyr.
Группа выпустила свой дебютный альбом No Passion All Technique в 2012 году под лейблом Urinal Cake Records. Позже в том же году был выпущен мини-альбом Colpi Proibiti под лейблом X! Records. Второй студийный альбом группы Under Color of Official Right был выпущен в апреле 2014 года под лейблом Hardly Art. В октябре 2015 вышел третий студийный альбом The Agent Intellect, заслуживший восторженные отзывы критиков и набравший рейтинг 85/100 на сайте Metacritic. The Agent Intellect был включен в списки лучших альбомов 2015 года таких музыкальных изданий, как The A.V. Club, Chicago Tribune, Rolling Stone, Metacritic, Spin и Consequence of Sound.
В 2017 году Protomartyr подписали контракт с лейблом Domino Records и в сентябре выпустили четвертый студийный альбом Relatives in Descent.

## Музыкальный стиль
Музыку Protomartyr относят к жанру пост-панк и панк-рок. Джош Терри, журналист Consequence of Sound утверждает, что группа «смешивает мрачную атмосферу британского пост-панка 70-х с живой энергией гараж-рока Детройта». Звучание группы можно сравнить с такими пост-панк группами, как Wire, The Fall, Pere Ubu, The Constantines и Iceage. Вокалист Джо Кейси является поклонником Pere Ubu и The Fall.
Баритон Джо Кейси сравнивали с голосом Иэна Кёртиса из Joy Division, Марка Э. Смита из The Fall и Ника Кейва.

## Участники
- Джо Кейси – вокал
- Грэг Эйхи – гитара
- Алекс Леонард – ударные
- Скотт Дэвидсон – бас-гитара

## Дискография

### Студийные альбомы
- No Passion All Technique (2012, Urinal Cake Records)
- Under Color of Official Right (2014, Hardly Art)
- The Agent Intellect (2015, Hardly Art)
- Relatives in Descent (2017, Domino)
- Ultimate Success Today (2020, Domino)
- Formal Growth in the Desert (2023, Domino)

### Синглы
- Dreads 85 84 (2012, Urinal Cake Records)
- Colpi Proibiti (2012, X! Records)

### Другие релизы
- Vari-Speed Mithridates (2013, Gold Tapes)